# Johan van Oldenbarnevelt (schip, 1930)

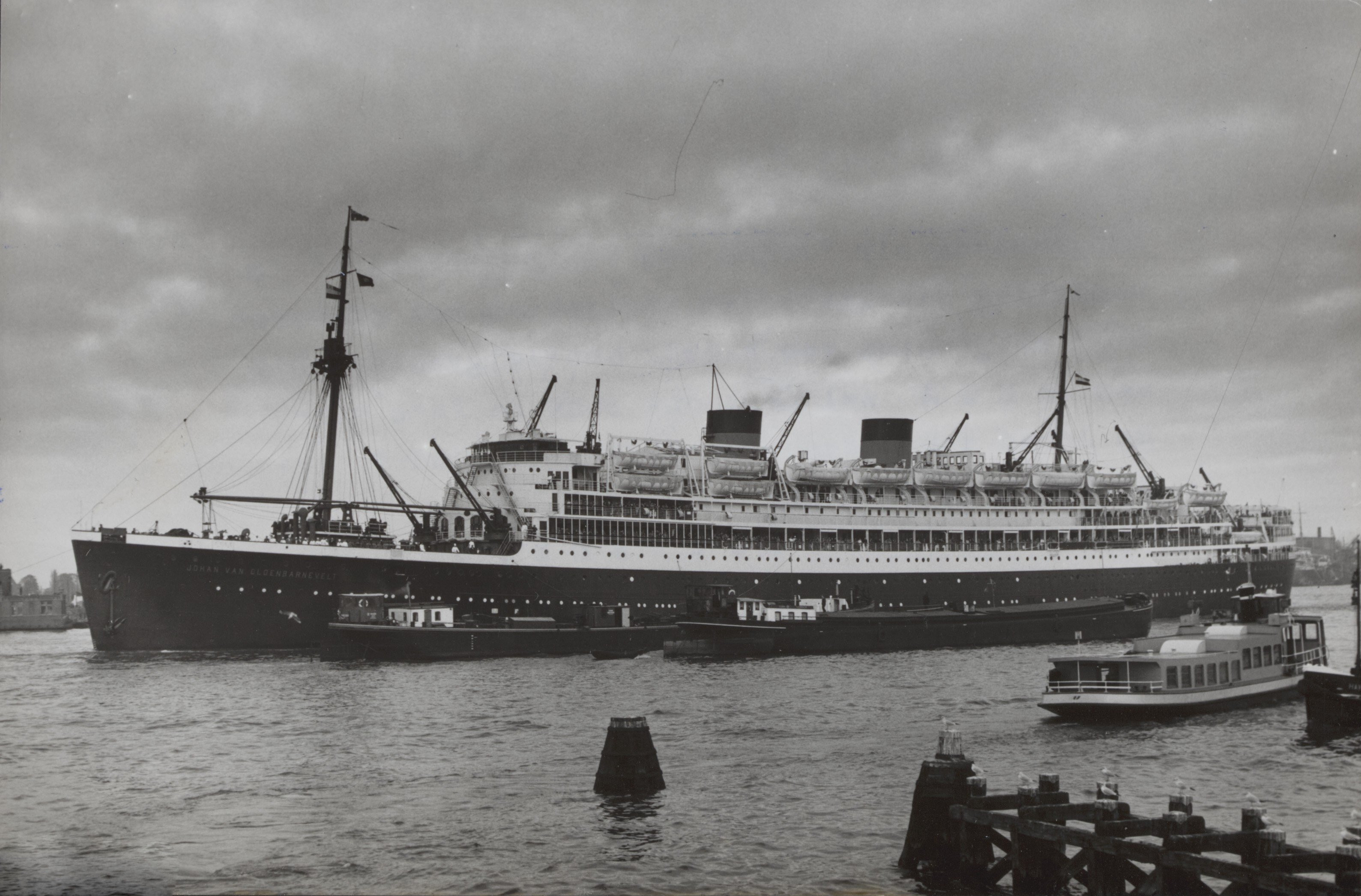
Johan van Oldenbarnevelt

De Johan van Oldenbarnevelt, later kortstondig bekend als TSMS Lakonia, was een lijnschip van de Stoomvaart-Maatschappij Nederland en kreeg veel bekendheid als troepenschip tijdens de politionele acties. Het schip brandde op 22 december 1963 uit, met een verlies van 128 mensenlevens.

## Bouw
De Johan van Oldenbarnevelt is in Amsterdam gebouwd bij de NSM, met als bouwnummer 194. Het was het 89e schip dat voor de Stoomvaart-Maatschappij Nederland werd gebouwd. Het schip werd na gedoopt te zijn door mevrouw Tegelberg-Hooft, de echtgenote van de directeur van de SMN, tewatergelaten op 3 augustus 1929 en begon op dinsdag 6 mei 1930 zijn maidentrip. Het passagiersschip werd voortgestuwd door twee schroeven aangedreven door Sulzer dieselmotoren en had een maximumsnelheid van 19 knopen. Het schip, bedoeld voor de langeafstandsvaart in een periode dat de luchtvaart nog in haar kinderschoenen stond, had zeven passagiersdekken en in de oorspronkelijke opzet plaats voor 770 passagiers: 366 in de eerste klas, 280 in de tweede klas, 64 in de derde klas en er was ook nog een vierde klas met plaats voor 60 reizigers. Daarnaast was er plek voor 9000 ton vracht. Dit maakte dat, op dat ogenblik, de Johan van Oldenbarnevelt het grootste schip was dat ooit in Nederland was gebouwd. Het schip was gebouwd als een luxueuze oceaanstomer; het interieur werd ontworpen door de kunstenaars Lambertus Zijl en Carel Adolph Lion Cachet en zat vol met teak en marmer.

## Geschiedenis

### Voor de stoomvaartmaatschappij Nederland
De Stoomvaart-Maatschappij Nederland hield zich in belangrijke mate bezig met de passagiersvaart tussen de haven van Amsterdam en de koloniën in de Oost. De maidentrip was in eerste instantie niet zo'n groot succes: in het Noordzeekanaal op weg naar IJmuiden had de Johan van Oldenbarnevelt een aanvaring met de Reggestroom en liep averij op aan de boeg aan stuurboordzijde. Het schip keerde terug naar Amsterdam, waar de ADM met man en macht werkten om het schip alsnog vertrekklaar te maken. Dit lukte en op 15 mei vertrok het schip voor een tocht van Amsterdam via Southampton, Algiers, Marseille, Genua, Port Said, Colombo, Sabang, Belawan Deli en Singapore naar Batavia. De eerste 9 jaar na ingebruikname voer de Johan van Oldenbarnevelt op deze route, evenals een zusterschip met vergelijkbare specificaties, de Marnix van St. Aldegonde.

### Tweede Wereldoorlog
Aan de vooravond van het uitbreken van de Tweede Wereldoorlog werd de Johan van Oldenbarnevelt door de Holland-Amerika Lijn gecharterd en omgevlagd naar Batavia, Nederlands-Indië. Het werd toen als vrachtschip gebruikt op de route Batavia - New York. Op 20 januari 1941 werd ze ingeschreven als geallieerd troepenschip en werd beheerd door de British Ministry of War Transport Organisation (BMWT) te New York. Het werd vervolgens op de Harland and Wolff-werf verbouwd voor die functie waardoor het 4000 manschappen kon herbergen. Het schip werd toen ingeschreven met als thuishaven Willemstad op Curaçao. Na dienst te hebben gedaan met transporten op onder meer India, Singapore en Penang keerde het op 13 februari terug in Amsterdam.
De Marnix van St. Aldegonde diende ook als troepenschip, maar die haalde het einde van de oorlog niet; op 7 november 1943 werd deze voor de Algerijnse kust geraakt door een Duitse torpedo en zonk. Alle 3000 opvarenden werden gered.

### Politionele acties
Na op de ADM te zijn verbouwd, keerde de Johan van Oldenbarnevelt terug in dienst van de Stoomvaart-Maatschappij Nederland, met het idee de vaart op Nederlands-Indië te hervatten. Echter, als gevolg van de Indonesische onafhankelijkheidsstrijd kreeg de Johan van Oldenbarnevelt weer de functie als troepenschip; ditmaal eerst voor militairen die meevochten in de politionele acties, waardoor het schip voor velen in Nederland een personificatie werd van die oorlog, aangezien de dienstplichtigen met dit schip werden afgevoerd. Nadat Nederland de Indonesische onafhankelijkheid had erkend werd het schip gebruikt voor repatriatie van Nederlandse staatsburgers en voor de evacuatie van voormalige KNIL-militairen.

### Emigratieschip
Gezien de gewijzigde verhoudingen met Indonesië werd voortzetting van de dienst op Batavia niet meer opportuun geacht en vanaf 1950 werd het schip ingezet op een dienst naar Australië, die vooral geboekt werd door landverhuizers. Dit was een succes en besloten werd de Johan van Oldenbarnevelt te verbouwen om beter aan de wensen van dit soort klanten te kunnen voldoen. Dit betekende in de praktijk dat het aantal klassen werd teruggebracht naar één en de capaciteit werd opgevoerd naar 1414 passagiers. Ook werd bij deze verbouwing het aantal reddingssloepen uitgebreid naar 24. In de jaren die volgden werden meerdere reizen ondernomen zowel vanuit Amsterdam als vanuit Indonesië om mensen die een nieuw bestaan in immigratielanden zoals Australië, Nieuw-Zeeland en Canada wilden opbouwen te vervoeren. Enkele van deze emigratietrips werden door de Nederlandse overheid georganiseerd en gefinancierd. Ook bleef de Johan van Oldenbarnevelt tot 1958 Indonesische havens aandoen en nam families die alsnog Nederland verkozen boven het nieuwe Indonesië mee (waarvan sommigen dat op enigszins creatieve wijze probeerden te doen).

### Cruiseschip
Het langeafstandsverkeer per schip kreeg in de jaren vijftig geduchte concurrentie van het vliegtuig en met de komst van passagiersjets zoals de Boeing 707 en DC-8 was het eind jaren vijftig duidelijk dat het vervoer van passagiers over water een andere insteek moest kiezen. Er werd voor de Johan van Oldenbarnevelt een nieuwe markt gekozen: de cruisevaart, waarbij het vooral om het varen naar zonnige bestemmingen ging. Het schip ging derhalve in 1958 drie maanden het dok in bij de ADM om verbouwd te worden tot cruiseschip. Het aantal passagiersplaatsen werd verminderd tot 1210 en er werden een nachtclub, bioscoop, een promenadelounge en een tweede zwembad toegevoegd. Er werden daarnaast ook nog eens drie luxe suites toegevoegd en alle cabines werden opnieuw en luxueuzer ingericht. De mast werd verplaatst naar de brug en de achterdekken werden verlengd. De schoorstenen werden verhoogd en voorzien van ronde kappen. Visueel veranderde er ook veel: de voorheen zwarte scheepsromp werd in een chic grijs geschilderd. Hierna kreeg het schip op 2 april ook een nieuwe thuishaven, Southampton in Engeland. Van hier uit begon het schip aan een tocht rond de wereld, waarbij onder meer Australië, Nieuw-Zeeland, Bermuda en New York aangedaan werden. De laatste paar jaar was het schip vooral in Australië een bekende verschijning geworden.

### Einde van carrière als Nederlands schip
De Stoomvaart-Maatschappij Nederland was zich inmiddels geheel uit de passagiersvaart aan het terugtrekken om zich geheel op de vracht te concentreren, in een aanloop op de vorming van het latere Nedlloyd. De Johan van Oldenbarnevelt verliet Nederland voor het laatst op een rond-de-wereld trip op 30 juni 1962. Ze kwam op 3 februari 1963 in Australië aan. Dezelfde dag nog werd ze door de Stoomvaart-Maatschappij Nederland uit het register gehaald. Het schip verliet enkele dagen later, uitgezwaaid door velen, de haven van Sydney, zonder passagiers en met onbekende bestemming.

## TSMS Lakonia
Het schip kwam op 7 maart 1963 aan in de haven van Genua en werd de volgende dag om 16:00 overgedragen aan zijn nieuwe eigenaren, de Greek Lines van de Griekse reder Basil Goulandris die de Johan van Oldenbarnevelt voor een onbekende prijs had gekocht met het oog deze in Europa als cruiseschip te exploiteren. De Greek Lines beschikten al over een ander cruiseschip, de Arkadia. De Johan van Oldenbarnevelt kreeg een nieuwe naam, Lakonia, naar de gelijknamige regio in Griekenland.
Het schip werd vervolgens door de Oficine Mariotti uitgebreid verbouwd. Het achterste zwembad werd vergroot, alle cabines werden van bedden voorzien in plaats van kooien en het schip werd van airconditioning voorzien. Door alle verbouwingen nam het ledig gewicht van het schip toe tot 20.238 ton. Daarnaast werd het schip geheel wit geschilderd.

### Cruises voor de Greek Lines
Het schip kreeg voortaan Southampton als thuishaven. Gedurende 1963 ondernam het schip meerdere cruises; havens die aangedaan werden waren onder meer die van Madeira, Lissabon, Tanger. Er was een groot aantal cruises geprogrammeerd; tussen april en november 27 trips en voor het jaar daarop stonden er net zoveel gepland. Het schip kreeg echter in toenemende mate te maken met technische mankementen en begon achter op schema te lopen. Op 22 november werd het schip afgemeerd aan ligplaats 101 in Southampton, een plek traditioneel voorbehouden voor schepen die een grote beurt zouden krijgen en op 9 december werd de Lakonia dan ook droogdok nr. 6 ingevaren, waar een uitgebreide upgrade werd uitgevoerd, waarbij onder meer de dieselmotoren van een nieuw pneumatisch brandstofinjectiesysteem werden voorzien wat het schip efficiënter zou moeten maken.

### Laatste tocht en ondergang
De Lakonia vertrok op 19 december 1963 uit de haven van Southampton voor een kerstcruise naar Madeira en de Canarische eilanden. Er waren 646 passagiers en 376 bemanningsleden aan boord, 1022 in totaal. De meeste passagiers waren Brits, de bemanning bestond voornamelijk uit Grieken en Duitsers. De kapitein was de 53-jarige Griek Mathios Zarbis.
De Lakonia had na het grote onderhoud een reddingssloepentest ondergaan en was een dag voor vertrek goedgekeurd bij een veiligheidsinspectie door het Britse ministerie van Transport. De Lakonia beschikte over een Grieks certificaat van deugdelijkheid. De eerste drie dagen van de cruise verliepen zonder noemenswaardige incidenten. Overdag werd er tennis gespeeld op het dek en gekaart in de salons.

#### Brand
Op 22 december, rond 22:00 uur, ontdekte een steward dikke rook die onder de deur van de scheepskapsalon vandaan kwam. Toen hij de deur opende, ontdekte hij dat de kapsalon compleet in lichterlaaie stond. Het vuur breidde zich snel uit door het gangpad. De steward en een toegesnelde collega probeerde tevergeefs het vuur met brandblussers te lijf te gaan, maar het was te laat: de brand verspreidde zich snel over de passagiersdekken.
Op het ogenblik dat de brand uitbrak bevonden de meeste passagiers zich in de balzaal alwaar zich op dat ogenblik het Tropical Tramps' Ball afspeelde. Kapitein Zarbis probeerde via de intercom de passagiers te waarschuwen, maar dit was door de brand onklaar geraakt. Toen rond 23:30 de balzaal met rook gevuld raakte, stopte de band met spelen en probeerde cruise director George Hebert de angstige passagiers naar het buitendek te leiden. Binnen 10 minuten stond het gehele passagiersdek in brand.
Veel passagiers die vroeg te bed waren gegaan, ontdekten dat ze niet aan de brand konden ontsnappen. De opdracht om naar de dinerzaal te gaan om daar nadere instructies af te wachten, werd door de meesten genegeerd daar die aan de andere kant van de vuurhaard lag.
Eveneens om 23:30 gaf de eerste radio-officier Antonios Kalogridis een eerste noodsignaal: Snel verspreidende brand. We treffen voorbereiden om het schip te verlaten. Om middernacht volgde een tweede noodsignaal: We verlaten het schip. Verleen onmiddellijk assistentie. Help ons alstublieft. Kalogradis verzond een laatste bericht om 00:22, net voordat de radiokamer vlam vatte: SOS van de Lakonia, laatste keer. Ik kan niet langer dit station bemannen. We verlaten het schip. Onmiddellijke assistentie alstublieft. Help ons alstublieft.
Een brandweerploeg van zes man probeerde ondertussen de brand te blussen, maar deze had inmiddels de machinekamers bereikt en de verschillende tanks begonnen te ontploffen. De dikke rook had inmiddels de laatste passagiers genoopt hun toevlucht op het dek te zoeken. De purser gaf om 01:00 het bevel om naar de reddingboten te gaan en het schip te verlaten. Verdwaasde passagiers, sommigen in pyjama's, anderen in avondgewaad en al dan niet met juwelen behangen, probeerden hun weg naar de reddingsboten te vinden.
Enkele bemanningsleden probeerden ondertussen passagiers te redden die in hun cabines door het vuur ingesloten waren. De scheepsbadmeester en een steward lieten zich met een touw over de reling van het schip afdalen om passagiers via de patrijspoorten naar buiten te hijsen.
De evacuatie van de passagiers bleek dramatisch moeilijk te zijn. Enkele reddingsboten waren al verbrand voordat ze neergelaten konden worden. Twee reddingboten kwamen verkeerd neer, waardoor alle inzittenden in het water belandden; één omdat de boot slechts aan één zijde werd neergelaten, de andere doordat de davits afbraken. De kettingen waarmee de boten bevestigd zaten, bleken in veel gevallen verroest. Uiteindelijk wist slechts de helft van de reddingsboten weg te komen en de helft daarvan had nauwelijks mensen aan boord. Sommige mensen probeerden van de Lakonia af te duiken, maar raakten de scheepsromp en waren al dood voordat ze in het water geraakten. Toen alle boten weg waren, lag de zee nog vol met mensen en waren er nog zo'n 100 mensen aan boord van het brandende schip. De brand aan boord van de Lakonia woekerde voort en de explosies deden het schip vervaarlijk schudden. Zij die nog aan boord waren verzamelden zich in het door glas omringde winkelcentrum de "Agora". Na een paar uur waren de vlammen zo dicht genaderd dat er geen andere optie was dan het water en via touwladders en kabels liet men zich in zee vallen. Op een gegeven ogenblik werden ook de gangways neergelaten en liep men daarover direct de zee in.
Om 3:30 kwam het eerste reddende schip aanzetten. Het Argentijnse passagiersschip de Salta, onderweg van Genua naar Buenos Aires nam 475 drenkelingen op. Even later arriveerde de Britse tanker Montcalm. In de uren die volgden kwamen het Belgische schip de Charlesville, de Braziliaanse vrachtboot Rio Grande, het Britse passagiersschip Stratheden en de Panamese cargo Mehdi deelnemen aan de reddingsactie. Al deze schepen struinden het water af op zoek naar overlevenden. De Amerikaanse luchtmacht stuurde 4 C-54s van de basis Lajes op de Azoren, deze wierpen reddingsvlotten en overlevingskits uit naar de drenkelingen.
De meeste overlevenden werden naar Madeira vervoerd, enkele anderen, waaronder kapitein Zarbis werden naar Casablanca afgevoerd.
Uiteindelijk bleken er 128 van de 1022 opvarenden de ramp niet overleefd te hebben: 98 passagiers en 30 bemanningsleden kwamen om. Van de slachtoffers zijn er uiteindelijk 53 door de brand om het leven gekomen, de anderen zijn verdronken of aan onderkoeling gestorven.

#### Het einde
Op dinsdag 24 december maakte de Lakonia een slagzij van zo'n 10 graden, terwijl het vuur nog voortwoekerde. Het elegante witte schip dat Southampton een paar dagen eerder had verlaten, was nu niet meer dan een uitgeblakerde zwarte romp, de brug en de passagiersdekken waren ingestort. Noorse en Nederlandse sleepboten slaagden erin sleepkabels aan het schip te bevestigen en begonnen de resten van de Lakonia naar Gibraltar te slepen. De zee was woelig en toen het weer enkele dagen later verslechterde, was het opeens snel afgelopen. De slagzij verergerde en rond het middaguur van zondag 29 december 1963 begon de Lakonia te zinken. Het einde kwam uiteindelijk snel: binnen drie minuten kapseisde het schip over de stuurboordzijde en verdween in de golven, zo'n 370 km zuidwestelijk van Lissabon en 400 kilometer ten westen van Gibraltar. Het wrak ligt er nog, twaalfhonderd vadems diep.